# Flight Control
Flight Control ist ein im März 2009 erschienenes Computerspiel, in dem es darum geht, Flugzeuge auf Landebahnen zu landen, ohne dass sie dabei zusammenstoßen. Es ist für zahlreiche Plattformen erschienen. Die Versionen des Spiels für iPad, PlayStation 3, Windows und Mac heißen Flight Control HD. Ein Nachfolger Flight Control Rocket erschien im März 2012.
Am 1. September 2015 wurde der Verkauf und die Instandhaltung der mobilen Apps für beide Flight-Control-Titel eingestellt.

## Spielweise
Die Oberfläche des Spiels zeigt die Landebahnen eines Flughafens aus der Vogelperspektive. Die einzelnen Bahnen sind über eine farbliche Kennzeichnung bestimmten Klassen von Fluggeräten (Hubschrauber, Propellermaschine, Jet) zugeordnet. Vom Rand des Bildschirms nähern sich Hubschrauber und Flugzeuge aus unterschiedlichen Richtungen und im Laufe des Spiels erhöht sich deren Anzahl. Aufgabe des Spielers ist es, jedem Fluggerät einen kollisionsfreien Anflugkurs und eine geeignete Landebahn zuzuweisen. Für jedes gelandete Fluggerät bekommt der Spieler einen Punkt zugeschrieben. Das Spiel ist beendet, wenn zwei Flugzeuge bzw. Hubschrauber zusammenstoßen.
Flight Control unterstützte Apples Game Center.

## Vertrieb
Flight Control war im iOS-App Store, im Mac App Store, im Nintendo DSi Shop, über Steam, über das PlayStation Network, in Google Play und in den App Stores verschiedener Handy-Systemen (Java, BREW, Blackberry und Windows Phone 7) erhältlich.
Im Januar 2010 wurde der 2-millionste Download der iPhone Version getätigt. 2011 lag die Downloadzahl der App bei über 3,8 Millionen.

## Flight Control Rocket
Im März 2012 veröffentlichte Firemint, nun ein Teil von Electronic Arts, Flight Control Rocket. Der Nachfolger spielte im Weltraum und enthielt zehn Mutterschiffe, Bots, neue Spielmodi und mehr.